# Buku (Ako)
Ne doit pas être confondu avec Buku.
Buku (ou Bogu, Boki) est un village du Cameroun situé dans la commune d'Ako, à la frontière avec le Nigeria. Il est rattaché au département du Donga-Mantung, dans la région du Nord-Ouest.

## Population
En 1970, il y avait 888 habitants, principalement des Mbembe.
Le Bureau central des recensements et des études de population (BCREP) a réalisé un recensement en 2005, le Répertoire actualisé des villages du Cameroun, dans lequel il évaluait à 2 807 le nombre d'habitants ; ce chiffre inclut 1 402 hommes et 1 405 femmes.

## Système éducatif
Le village de Buku comprend cinq écoles primaires, la GS Ayeh, la GS Abutu, la GS Akwancha, la GS Buku et la GS Ebochue Buku. Il y a aussi une maternelle, la GNS Buku.  
Il y a un établissement d’enseignement secondaire dans le village, la GSS Buku.

## Santé et hôpitaux
Il y a un hôpital à Buku, le HC Buku.

## Accès à l’eau
Le village a deux points d’eau potable.  

## Accès à l’électricité
En 2012, le village n’a pas accès à l’électricité.

## Réseau routier
Plusieurs routes rejoignent Buku à Abongshie, Abafum et Ako. Un sentier relie Buku à Ndaka et Abongkpa. 

## Développement de Buku
Le plan de développement de la commune d'Ako prévoit la construction de nouvelles classes dans l'école primaire G.S Ebochue ainsi que dans l'établissement d’enseignement secondaire. 
Le plan détaille aussi la construction d'un bassin et son raccordement au village, le raccordement du village au réseau électrique, le développement du centre de soins existant ainsi que le recrutement de personnel médical formé.
Cinq ponts seront construits afin d'améliorer l'accès au village, un bâtiment culturel ainsi qu'un marché seront batis.